# Raule (Schiff, 1942)
Die Fregatte Raule (F 217) der Bundesmarine war ein Schulschiff, benannt nach dem kurbrandenburgischen Generalmarinedirektor Benjamin Raule (1634–1707). Das Schiff lief 1941 als HMS Albrighton für die Royal Navy vom Stapel und war im Zweiten Weltkrieg im Einsatz. 1958 bis 1967 diente die Raule als Schulschiff für Unterwasserwaffen bei der Bundesmarine. 1972 wurde die zuletzt als Zielschiff genutzte Raule abgebrochen.

## Geschichte

### Royal Navy
In Diensten der Royal Navy fuhr die spätere Raule als Geleitzerstörer HMS Albrighton der Hunt-Klasse Typ III.

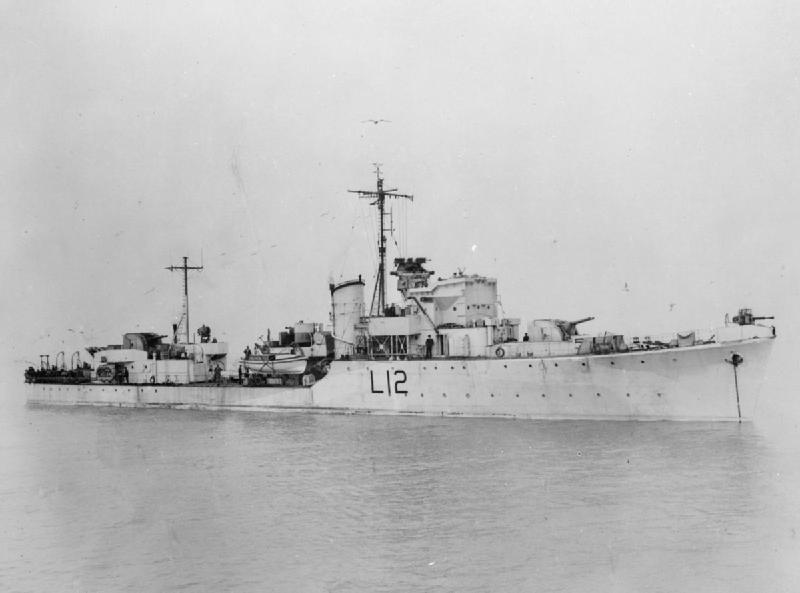
HMS Albrighton

Während des Zweiten Weltkriegs kam die Albrighton im Ärmelkanal, wo sie gemeinsam mit vier Schwesterschiffen und acht Motortorpedobooten in der Nacht zum 14. Oktober 1942 die Verlegung des Hilfskreuzers Komet verhinderte, der nach einem Torpedotreffer mit der gesamten Besatzung sank, in der Biskaya (27./28. April 1943 Angriff auf ein deutsches Geleit) und bei den Landungen bei Dieppe (Operation Jubilee) und in der Normandie zum Einsatz (12. August 1944: zusammen mit der kanadischen 12th Support Group Gefecht gegen deutsche Vorpostenboote; 26./27. August: Gefechte mit Schnellbooten.) Bei Kriegsende war das Schiff nach Einsätzen in der Nordsee für einen Einsatz bei der Eastern Fleet im Indischen Ozean vorgesehen, wurde aber Ende 1945 der Reserve zugeordnet. In dieser Funktion befand sich das Schiff von 1953 bis 1955 in Gibraltar.
Die Bundesrepublik Deutschland beschaffte ab 1956 im Rahmen der Wiederbewaffnung sieben aufliegende Geleitschiffe der Royal Navy, die der Einfachheit halber unter dem Oberbegriff Schulfregatten Klasse 138 zusammengefasst wurden, obwohl sie keinesfalls alle baugleich waren, denn es handelte sich um drei Hunt-Geleitzerstörer der Typen II und III (2) und vier Sloops vom Typ Black Swan.

### Bundesmarine
Die Bundesmarine übernahm die Albrighton als Schulfregatte Raule (F217). Namensvorgängerin war das Räumbootbegleitschiff Raule der Kriegsmarine. Dieses Schiff war im Mai 1940 durch Umbau des Minensuchboots M 133 (Baujahr 1919) entstanden. Es hatte schon von 1922 bis 1930 als Tender (ab 1929 als Wacht) gedient. Am 9. Mai 1942 ging es nach einer Kollision nahe Boulogne verloren.

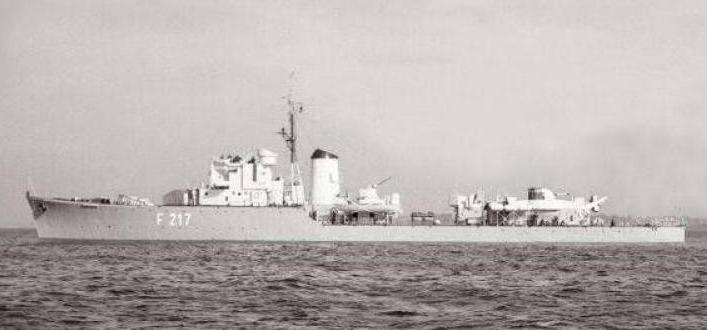
Die Raule 1961

Die Schulfregatte Raule wurde am 14. Mai 1959 für die Marineunterwasserwaffenschule in Dienst gestellt. Ab Herbst 1961 diente die Raule als Kadettenschulschiff. Vom 8. Januar bis zum 17. März 1962 führte sie zusammen mit dem Schwesterschiff Brommy eine lange Frühjahrsreise ins Mittelmeer durch. Die Brommy beschädigte sich in Dover, das bei schwerem Sturm als Nothafen angelaufen wurde, und blieb in Gravesend zur Reparatur zurück, sodass die Raule die Weiterfahrt über Brest, Gibraltar, Messina und Piräus allein durchführte, ehe sie vor Saloniki wieder mit dem Schwesterschiff zusammentraf. Gemeinsam liefen beide Fregatten dann über Malta, Gibraltar und Brest bis zum 17. März 1963 zurück nach Flensburg.
Vom 30. Mai 1962 bis zum 2. November 1964 außer Dienst gestellt, wurde die Raule bei den Howaldtswerken in Hamburg umgebaut. Sie erhielt auf der Bugposition einen vierrohrigen 37,5-cm-Bofors-U-Jagd-Werfer und ein modernes 40-mm-Bofors-Geschütz. Die U-Jagd-Werfer fanden auf den Neubauten der Bundesmarine (Zerstörer der Hamburg-Klasse, Fregatten der Köln-Klasse, U-Jagd-Boote der Thetis-Klasse) ebenfalls Verwendung. Die Ausbildung fand in den nächsten Jahren hauptsächlich in der westlichen Ostsee, im Kattegat und Skagerrak statt. Auslandsreisen führten die Schulfregatte nach Irland, Norwegen und in die Niederlande.

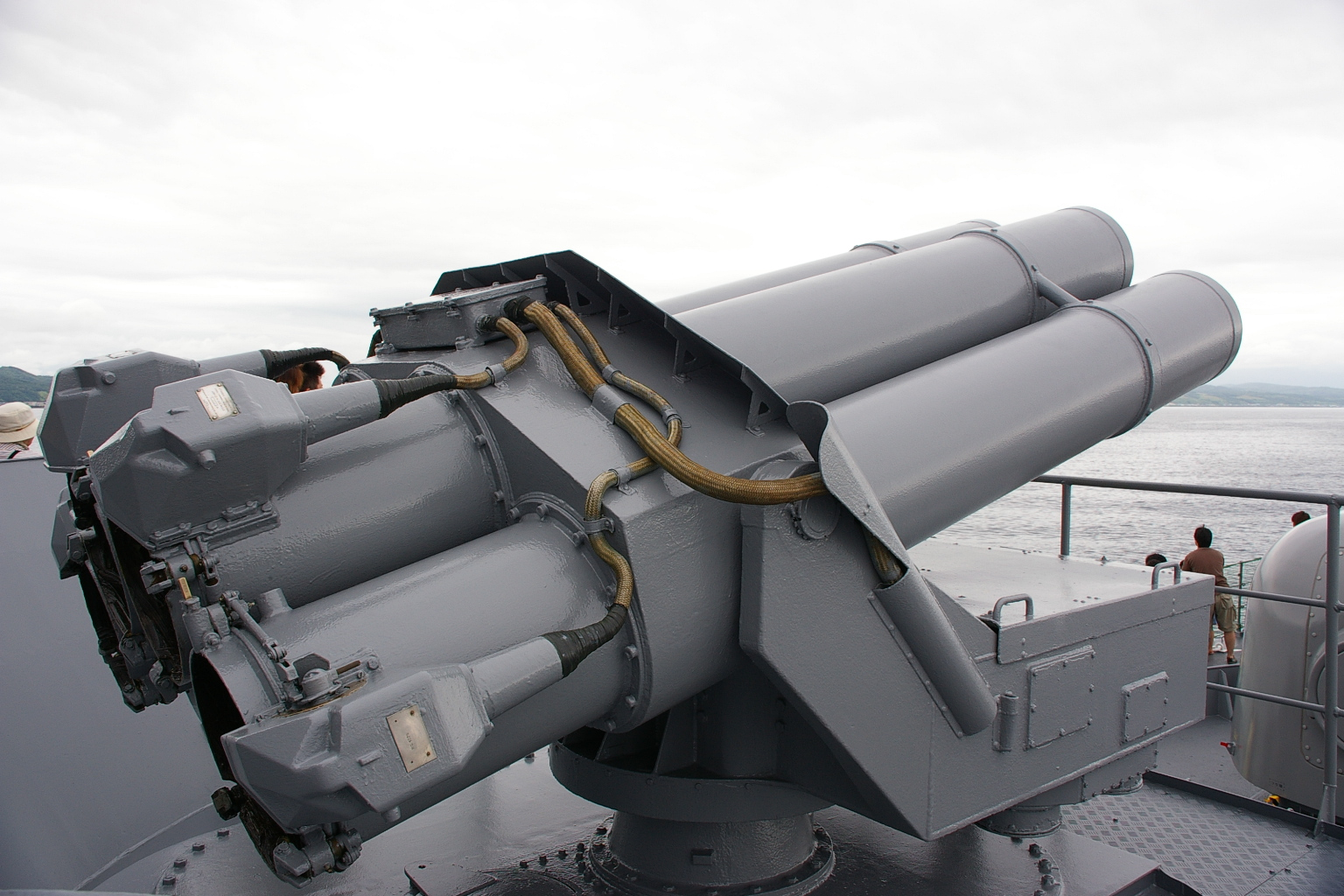
Bofors U-Jagd-Werfer

Am 20. Dezember 1967 wurde die Raule endgültig außer Dienst gestellt. Sie fand 1970/1971 noch kurze Zeit als Zielschiff Verwendung und wurde nach einem schweren Treffer anschließend in Hamburg abgewrackt.
Das Rufzeichen der Fregatte Raule war DBVG.